# 11322 Aquamarine
A 11322 Aquamarine (ideiglenes jelöléssel 1995 QT) a Naprendszer kisbolygóövében található aszteroida. Hiroshi Abe fedezte fel 1995. augusztus 23-án.
A bolygót az Aquamarine japán énekes duóról nevezték el.

## Kapcsolódó szócikk
- Kisbolygók listája (11001–11500)